# Amy Harrison
Pour les articles homonymes, voir Harrison.
Amy Bianca Harrison est une footballeuse internationale australienne née le 21 avril 1996 à Camden. Elle évolue au poste de milieu de terrain. En 2019, elle joue au Washington Spirit dans la ligue nationale de soccer féminin.

## Carrière

### En club
En 2012, Amy Harrison commence sa carrière au Sydney FC à seulement 16 ans. 
En février 2019, elle rejoint les États-Unis et signe avec le Washington Spirit en ligue nationale de soccer féminin.

### En sélection
Amy Harrison est sélectionnée pour participer à la Coupe d'Asie 2014 organisée au Viêt Nam.
Elle fait partie des 23 joueuses retenues afin de participer à la Coupe du monde 2019 organisée en France

## Palmarès
- Sydney FC
  - Vainqueur de la W-League en 2013 et 2019
  - Finaliste de la W-League en 2011 et 2018

- Individuel
  - Jeune joueuse de l'année en W-League en 2014